# پائولینا می‌رود
پائولینا می‌رود(به انگلیسی: Paulina is Leaving)(به فرانسوی: Paulina s'en va)اولین فیلم درام کارگردان شهیر فرانسوی، آندره تشینه که در سال ۱۹۶۹ منتشر شد.

## بازیگران
مری-فرانس پیزیه
بول اوژیه
لائورا بتی